# Іграєв Олексій Олександрович
Іграєв Олексій Олександрович (нар. 27 липня 1972) — український спринтер-каноїст, який змагався на початку та до середини 90-х. На літніх Олімпійських іграх 1992 року в Барселоні він посів восьме місце у змаганнях C-2 на 1000 м для Об'єднаної команди. Через чотири роки в Атланті Іграєв вибув за Україну в півфіналі як на дистанціях С-2 500 м, так і на дистанції С-2 1000 м.